# Annona mucosa

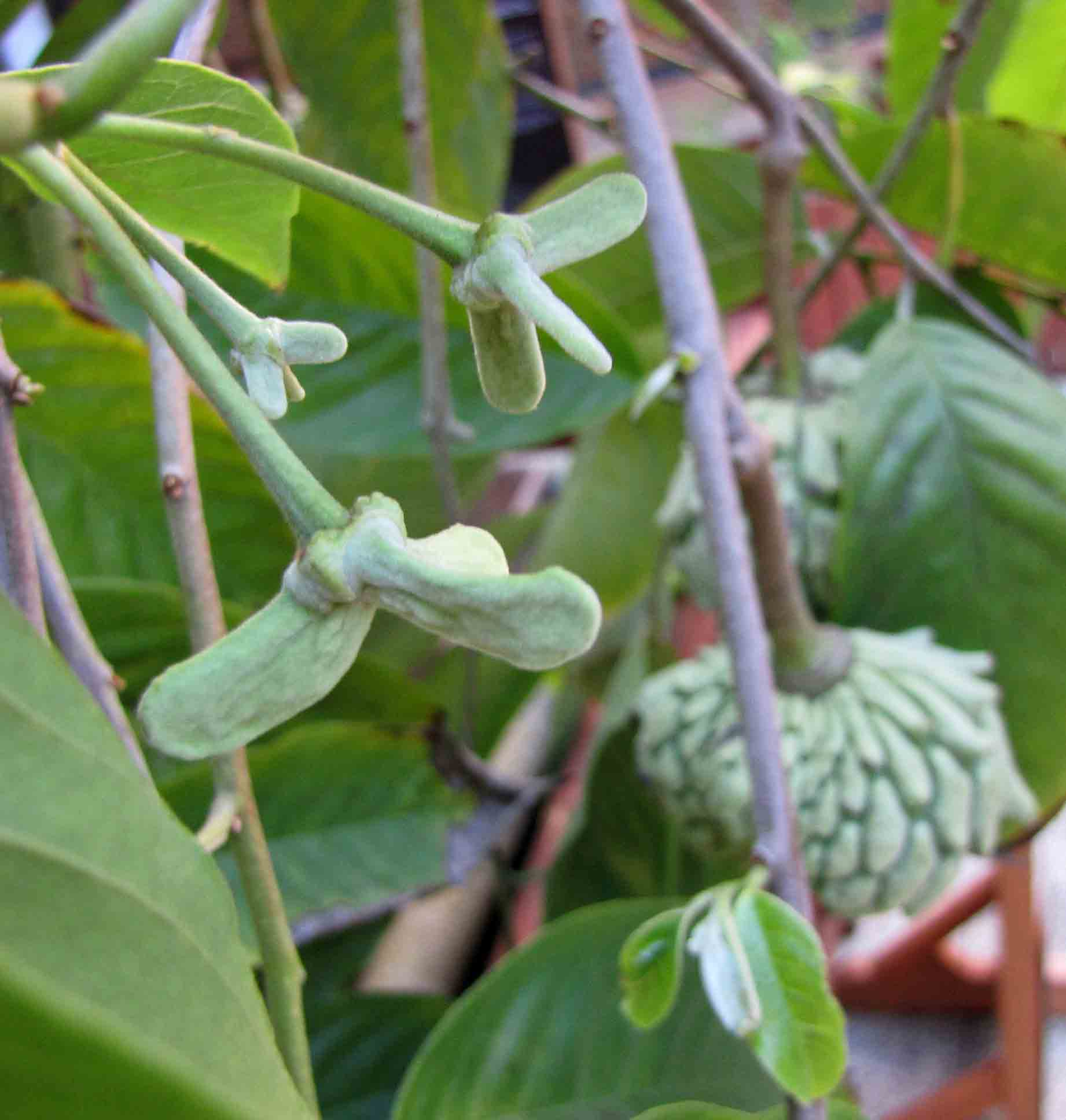
Junge Blüten

Annona mucosa, auch Schleimapfel genannt, ist eine Pflanzenart in der Familie Annonengewächse (Annonaceae). Sie wird wegen ihrer schmackhaften Früchte als Nahrungsmittel geschätzt und in den Tropen kommerziell angebaut.

## Trivialnamen
Die Frucht ist heute vor allem unter ihrem brasilianischen Trivialnamen Biribá bekannt. Weitere Trivialnamen sind Wild sugar apple (englisch), Biribazeiro (Brasilien), Mulato (Kolumbien), Babosa/Zambo (Mexiko), Cachiman (Guadeloupe, Puerto Rico) und Aratiku.

## Beschreibung
Annona mucosa ist ein schnellwachsender tropischer, halbimmergrüner Baum, der Wuchshöhen von bis zu 15 Metern erreicht.
Die einfachen und kurz gestielten Laubblätter sind wechselständig. Sie sind ledrig, bis 25 Zentimeter lang, ganzrandig und spitz bis zugespitzt. Die eiförmigen bis verkehrt-eiförmigen Blätter sind unterseits behaart mit erhabener Nervatur.
Annona mucosa ist protogyn, also vorweiblich. Die hängenden, dickstieligen, großen, duftenden und zwittrigen Blüten mit doppelter Blütenhülle erscheinen einzeln und blattgegenständig oder ramiflor. Die 3 dreieckigen Kelchblätter sind nur klein. Die 6 Petalen sind verwachsen und bis 3,5 Zentimeter im Durchmesser. Die 3 haubigen Kronblätter mit großen, fleischigen Anhängseln, „Flügeln“ sind weißlich-grün bis gelblich, die anderen 3 Kronblätter sind reduziert. Es sind viele kurze Staubblätter vorhanden. Einige kurze, behaarte Stempel stehen auf einer gewölbten Blütenachse.
Zwischen Aussaat und Fruchtreife vergehen vier Jahre. Die bis 20 Zentimeter große Scheinfrucht bzw. Sammelfrucht mit vielen bespitzen, schuppig angeordneten, pyramidalen Einzelfrüchten, ist rundlich oder eiförmig bis länglich, im unreifen Zustand grün und im reifen Stadium gelb. Die Scheinfrüchte wiegen zwischen 0,2 und 5 kg. Die Schale ist ähnlich wie die des Durian mit weichen, kurzen und Stacheln bedeckt. Die Spitzen der Stacheln werden bei einer reifen Frucht allmählich schwärzlich. Das Fruchtmark ist cremig und süß mit einem Zitrusaroma. Es enthält zahlreiche schwarz-braune, nicht essbare, bis 1 Zentimeter lange Samen.

## Vorkommen
Das ursprüngliche Vorkommen von Annona mucosa liegt im mexikanischen Veracruz sowie Chiapas, Belize, Costa Rica, Guatemala, Honduras, Nicaragua, Panama, Hispaniola, Guadeloupe, Martinique, Puerto Rico, Trinidad, Guyana, Venezuela, Bolivien, Kolumbien, Ecuador, Peru und den brasilianischen Bundesstaaten Acre, Amazonas, Bahia, Mato Grosso, Minas Gerais, Para, Rio Grande do Sul, Rio de Janeiro, Sao Paulo.

## Systematik
Die Erstveröffentlichung von Annona mucosa erfolgte 1764 durch Nikolaus Joseph von Jacquin (Autorenkürzel Jacq.) in Observationum Botanicarum, 1, S. 16. Synonyme für Annona mucosa Jacq. sind: Rollinia deliciosa Saff., Rollinia jimenezii Saff., Rollinia mucosa (Jacq.) Baill., Rollinia orthopetala A. DC., Rollinia pulchrinervia A. DC., Rollinia sieberi A. DC.